# Дереволаз священний
Дереволаз священний (Dendrobates leucomelas) — вид земноводних з роду Дереволаз родини Дереволази. Отруйна амфібія.

## Опис
Загальна довжина досягає 3,1—3,8 см. За будовою схожий на інших представників свого роду. У самців більш розвинуті диски на кінцях пальців. Шкіра містить отруйний слиз (накопичення пов'язано з вживанням отруйних комахах та розташування на шкірі отруйних грибків й бактерій). Забарвлення дуже ошатне, контрастне: на матово-чорному основному фоні є безліч яскраво-жовтих, помаранчевих або зеленуватих смуг і плям з нерівними краями, що утворюють вигадливий візерунок. Часто можна спостерігати малюнок з поперечних перфорованих смуг або більш-менш однорідний сітчастий орнамент. Черево цілком чорне.

## Спосіб життя
Полюбляє рівнинні та гірські дощові тропічні ліси. Зустрічається на висоті до 800 м над рівнем моря. Веде наземний спосіб життя. Для цих районів характерні досить істотні добові коливання клімату. Температура вдень становить близько 24-30 °C, вночі падає до 20 °C. Вологість повітря вдень може знижуватися до 60%, складаючи вночі 90%. Вдень з підвищенням температури ці дереволази перебираються у прохолодніші, вологіші місця. Активний удень. Живиться отруйними комахами, членистоногими. Влітку впадає у сплячку.
Це яйцекладна амфібія. Перед паруванням самці видають гучні звуки, що відлякують суперників. Самиця відкладає 8—9 яєць. Пуголовки з'являються через 14—18 днів. Метаморфоз триває 65—90 днів.
Слиз цього дереволаза індіанці використовують для змазування стріл.

## Розповсюдження
Поширений у Венесуелі південніше Оріноко до кордону з Бразилією, у Гаяні, деяких районах Колумбії.